# لاسپور
لاسپور (به انگلیسی: Laspur) یک منطقهٔ مسکونی در پاکستان است که در خیبر پختونخوا واقع شده‌است.